# Prosačov
Prosačov – wieś (obec) na Słowacji położona w kraju preszowskim, w powiecie Vranov nad Topľou. Pierwsze wzmianki o miejscowości pochodzą z 1363 roku.
Według danych z dnia 31 grudnia 2012 roku, wieś zamieszkiwało 226 osób, w tym 105 kobiet i 121 mężczyzn.
W 2001 roku pod względem narodowości i przynależności etnicznej 56,82% mieszkańców stanowili Słowacy, a 41,48% Romowie.
Ze względu na wyznawaną religię struktura mieszkańców kształtowała się w 2001 roku następująco:
- Katolicy rzymscy – 15,91%
- Grekokatolicy – 67,61%
- Ewangelicy – 1,7%
- Ateiści – 10,8%
- Nie podano – 1,14%